# Nadlice
Nadlice (Hongaars: Nádlány) is een Slowaakse gemeente in de regio Trenčín, en maakt deel uit van het district Partizánske.
Nadlice telt 621 inwoners.